# Mýrin
Mýrin è un film del 2006 diretto da Baltasar Kormákur. È tratto dal romanzo Sotto la città di Arnaldur Indriðason.

## Trama
Due storie che si intrecciano: da una parte un biologo che ha perso sua figlia di 4 anni per una malattia ereditaria e che, accedendo a un database contenente informazioni sulla genetica della popolazione islandese, tenta di trovare le cause di quella tragica scomparsa. Dall'altra, l'ispettore Erlendur che investiga sull'omicidio di un uomo e, al tempo stesso, deve trovare il modo di aiutare la figlia ventenne vittima della droga. 

## Riconoscimenti
- 2007 - Festival internazionale del cinema di Karlovy Vary
  - Globo di Cristallo